# Епархия Коимбатура
Епархия Коимбатура (лат. Dioecesis Coimbaturensis) — епархия Римско-Католической церкви c центром в городе Коимбатур, Индия. Епархия Коимбатура входит в митрополию Мадраса и Мелапора. Кафедральным собором епархии Коимбатура является церковь святого Михаила Архангела.

## История
В 1850 году Святой Престол учредил апостольский викариата Коимбатура, выделив его из апостольского викариата Мадуры и побережья Коромандела (сегодня — Епархия Тируччираппалли). Попечение над апостольским викариатом Коимбатура было поручено миссионерам из Парижскому обществу заграничных миссий.
С 6 января 1877 года в апостольском викариате Коимбатура стала работать женская монашеская конгрегация «Францисканки Миссионерки Марии», которую основала приехавшая в город Ути блаженная Елена Мария де Шапотен.
1 сентября 1886 года Римский папа Лев XIII издал буллу Humanae salutis, которой преобразовал апостольский викариат Коимбатура в епархию.
12 июня 1923 года епархия Коимбатура передала часть своей территории для возведения новой епархии Каликута.
28 декабря 2013 года епархия Коимбатура передала часть своей территории для возведения новой епархии Султанпета.

## Ординарии епархии
- епископ Мельхиор-Мари-Жозе де Марион-Брезиллак (6.05.1845 — 18.03.1855);
- епископ Claude-Marie Dépommier (17.02.1865 — 8.12.1873);
- епископ Etienne-Auguste-Joseph-Louis Bardou (30.04.1874 — 7.02.1903);
- епископ Jacques-Denis Peyramale (23.05.1903 — 17.08.1903);
- епископ Augustine-Antoine Roy (12.02.1904 — 4.12.1930);
- епископ Marie-Louis-Joseph-Constantin Tournier (12.01.1932 — январь 1938);
- епископ Ubagaraswani Bernadotte (9.04.1940 — 5.02.1949);
- епископ Francis Xavier Muthappa (25.12.1949 — 23.11.1971);
- епископ Мануэль Висувасам (3.02.1972 — 2.06.1979);
- епископ Амброзий Матхалаймутху (6.12.1979 — 10.07.2002);
- епископ Лефонс Томас Аквинас Lephonse (10.07.2002 — по настоящее время).

## Источник
- Annuario Pontificio, Ватикан, 2007
- Булла Nuntiatur in psalmis, AAS 47 (1955), стр. 801 (лат.)